# 戴清民
戴清民（1943年—），山西万荣人。中国人民解放军少将。
1999年6月，担任中国人民解放军总参谋部电子对抗部部长、军队信息化专家咨询委员会主任等职。